# Volkswagen Gol
A Volkswagen Gol egy kiskategóriás autó, melyet a Volkswagen do Brasil, a Volkswagen brazíliai részlege gyárt 1980 óta. A modell bevezetésével az volt a gyár célja, hogy leváltsa a dél-amerikai piacon a Volkswagen Brasiliát és a Bogár helyi változatát, a Fuscát. A Golt 1987 és 1993 között Volkswagen Fox néven Észak-Amerikában is árulták.
A Gol elnevezés valójában csak a három- és ötajtós ferde hátúra vonatkozik, az eltérő karosszériaváltozatú modellek más-más neveket kaptak a gyártól. A szedán a Voyage, a kombi a Parati, a pick-up pedig a Saveiro fantázianevet viseli.
Egy 2011-es felmérés szerint Brazíliában 1987, Argentínában pedig 1988 óta folyamatosan a Gol (és eltérő karosszériájú változatai) vezetik az eladási toplistákat. 2013 márciusában a gyár bejelentette, hogy elkészült a tízmilliomodik Gol. A kocsi a nevét a "gól" portugál megfelelőjéről kapta.

## Karosszériaváltozatok és elnevezések
A ferde hátú karosszéria jelent meg elsőként a piacon. Az első generáció ferde hátú változata kizárólag háromajtós változatban voltak kaphatóak, az ötajtós csak 1997-ben jelent meg. Ennek a változatnak a neve a legtöbb országban Gol, kivéve Mexikót, Egyiptomot és Oroszországot, ahol Volkswagen Pointer néven ismerik.
A szedán változatból két- és négyajtós verzió létezik. A Brazíliában gyártott darabok a Voyage, míg az Argentínában összeszereltek a 'Gacel nevet viselték. Az amerikai és a kanadai piacon árult darabok Fox néven voltak ismertek. Az 1991-es faceliftet követően az argentin darabokat neve Senda lett. A második generációból nem készült szedán változat, helyette a harmadik generációs Polo Classicot árulták Latin-Amerikában. Mexikóban és Argentínában jelenleg is kapható ez a modell. 2008-ban, a harmadik generáció bevezetésével ismét megjelent a piacon a Gol szedán változata, a Voyage.
A kombi verzió Brazíliában a Parati nevet kapta, egy Paraty nevű város után Rio de Janeiro állam déli részén. Az első generációs Parati kizárólag háromajtós változatban készült. 1997-ben bemutatásra került az ötajtós kombi és két évvel később, a második generáció első nagyobb modellfrissítése után (G3) végleg megszűnt a háromajtós változat gyártása. A Parai az Észak-Amerikai piacon a Fox Wagon nevet kapta. Argentínában eleinte szintén Parati volt a modell neve, de a második generáció bevezetésekor átnevezték Gol Country-ra. Mexikóban az autó 1999 és 2005 között volt kapható, Pointer Station Wagon néven. A harmadik generációból már nem készült kombi variáns.
A Golon alakuló pick-up, a Saveiro egy tradicionális brazil halászcsónakról kapta a nevét és az eddigi mindhárom generációban megtalálható volt. Mexikóban 1999 óta kapható és a Pointer Pick Up nevet viseli. Dobozos rakterű változatát Furgãó-nak hívják.

## Első generáció (1980–1994)
A Volkswagen Gol 1980-ban került bemutatásra, hogy leváltsa a Brasiliát és egyben a Bogarat is a brazil piacon. Az autó az egyedi BX alvázra épült, mely a VW/Audi B1 és B2 kódnevű alvázak ötvözetéből jött lére. A kimondottan a latin-amerikai piacok igényeinek kiszolgálására tervezett Gol a Bogárból ismert 1,3 literes, léghűtéses motort, de elődjétől eltérően ez elöl kapott helyet. Később egy 1,6 literes erőforrással bővült a motorkínálat. 1981 júniusában mutatkozott be a Gol kétajtós szedán változata, a Voyage, melybe már egy 1,5 literes, vízhűtéses benzinmotort szereltek. Ugyanez a motor elérhető volt etanolos változatban is. 1982 nyarán a Voyage-ba egy új, 1,6 literes motor került. 1984-ben megjelent egy 1,8 literes változat, melyet gyakran hívtak "Voyage Super"-nek. 1985-ben a Golból is kikerült a léghűtéses motor, helyére a Passat 1,6 literes vízhűtésese került, hosszában elhelyezve. Később az 1,8 literes motort is megkapta a Gol. Készült egy 1,6 literes dízelmotor is, de ez csak az exportra szánt modellekbe kerülhetett, mivel Brazíliában a személyautókban nem megengedett a dízelmotor használata.

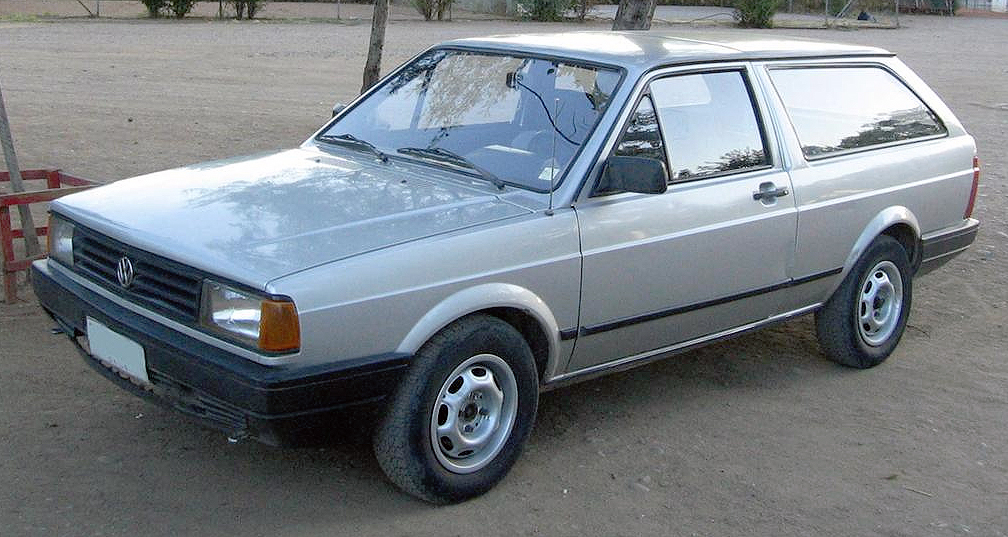
Volkswagen Parati

1983-ban megjelent a Voyage (szedán) négyajtós változata, melyet néhány országban Amazonnak hívtak, míg Észak-Amerikában a Fox nevet kapta. A négyajtós szedánok 1983 és 1994 között Argentínában, Buenos Aires tartományban is készültek, egy General Pacheco nevű városban. Az argentin darabok a Gacel, majd később a Senda nevet kapták és 1,6 literes, OHC vezérlésű karburátoros benzinmotor került beléjük, majd később egy szintén 1,6 literes dízel is bekerült a választékba.
A Gol első generációja kétszer, 1987-ben és 1991-ben esett át faceliften. 1988-ban bemutatásra került a 2,0 literes motorral szerelt GTi változat, mely az első Brazíliában készült injektoros autó volt. Ugyanez a motor került a Volkswagen Santanába, a Passat brazil megfelelőjébe is, de ott injektor helyett karburátorral szerelve. 1991-ben a brazil adótörvények szigorodása miatt tömegével jelentek meg a kis, ezer köbcentiméteres vagy kisebb lökettérfogatú motorral szerelt autók. Elsőként a Fiat jelentett meg ilyen modellt, mely a Fiat Mille (a Fiat Uno brazil megfelelője) nevet kapta. A Volkswagen sem késlekedett sokáig és bemutatta a Gol 1000-et, melybe egy a Ford által fejlesztett 997 cm³-es motor került. Az új erőforrás megszületése a Volkswagen do Brasil és a Ford do Brasil társulásának, az Autolatinának az eredménye volt. Ez a változat mindössze 50 lóerős és szegényesen felszerelt volt, és kizárólag a háromajtós ferde hátú karosszériával volt kapható. A Ford és a Volkswagen brazil leányvállalatainak együttműködésének köszönhetően a Golokban addig használt 1,6 literes motorokat 1991 és 1995 között teljesen leváltották a szintén 1,6 literes Ford CHT motorok.

### Sportváltozatok

#### GT 1.8 (1984–1986)
A Gol GT 1.8 volt az első sportkocsi, mely a BX alvázra épült. A Volkswagen a Brazíliában rendkívül népszerű Ford Escort XR3-nak kívánt konkurenciát állítani a sportos Gol piacra küldésével. A Santanából származó 1,8 literes motorjával gyorsabb volt, mint az Escort, de a külseje már nem volt annyira esztétikus. Az első szériába még négysebességes manuális sebességváltó került, de ezt később lecserélték egy modernebb ötsebességesre.

#### GTS 1.8 (1987–1994)
A GT utódjaként 1987-ben jelent meg a GTS, melyen fellelhető volt a Gol hagyományos változatának összes, modellfrissítés utáni újítása. Emellett olyan kiegészítők váltak elérhetővé a kocsihoz, mint a hátsó légterelő szárny vagy a küszöbspoiler. Az 1.8 literes motor benzines változata 94 lóerős (70 kW), míg az etanolos 99 (74 kW) lóerős teljesítmény leadására volt képes. A modell olyan népszerű volt, hogy gyártását a GTi két évvel későbbi megjelenése után is folytatták.

#### GTi 2000 (1989–1994)
A GTi változat 1989 januárjában mutatkozott be, mint az első injektoros brazil autó. Ebbe már egy nagyobb, 2,0 literes motor került, melynek nem volt etanolos változata. Ez 111 lóerős (82 kW) volt és 185 km/h-s végsebességre tudta gyorsítani a kocsit. Ugyanennek a kétliteres motornak a karburátoros változatát használták a Santanában is.

### Észak-Amerika

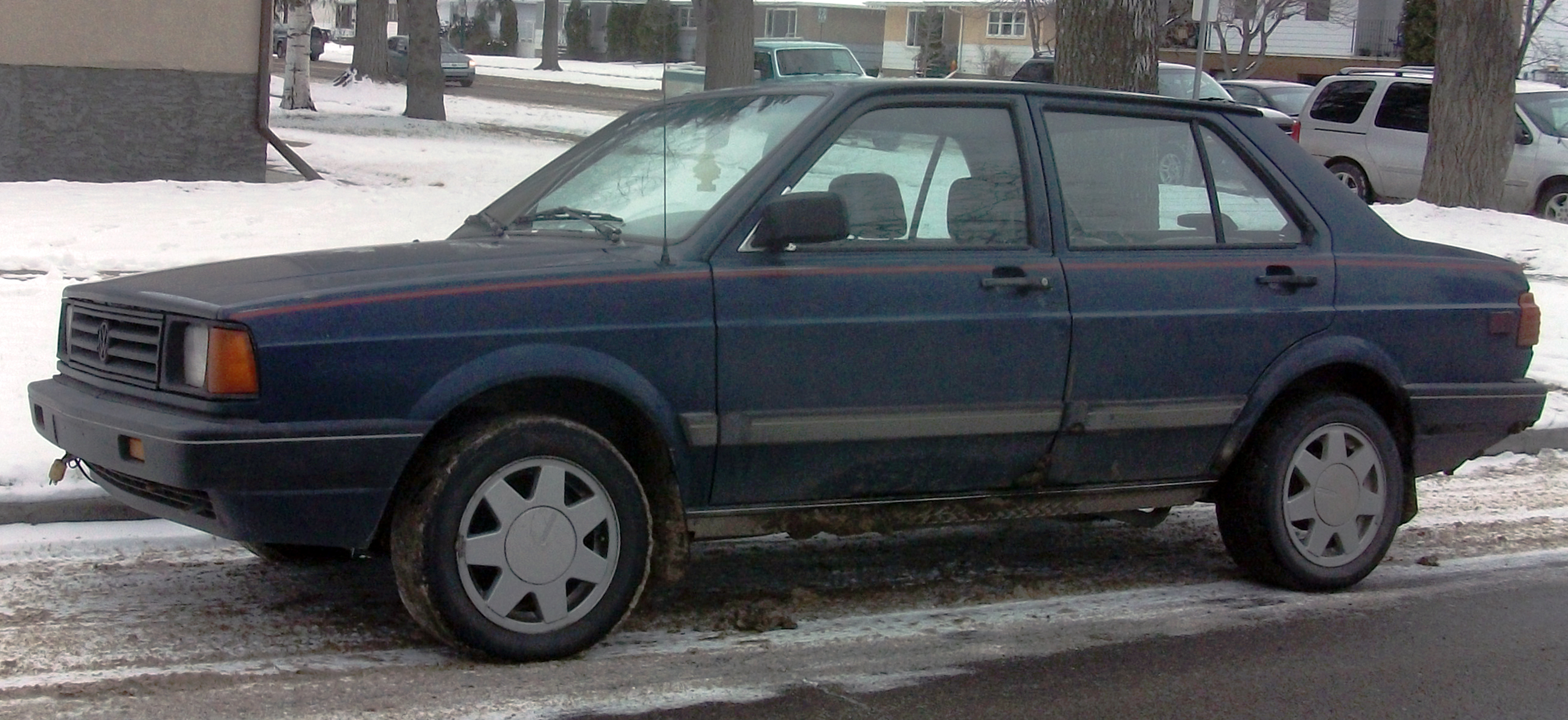
Négyajtós Volkswagen Fox (1987–1990)

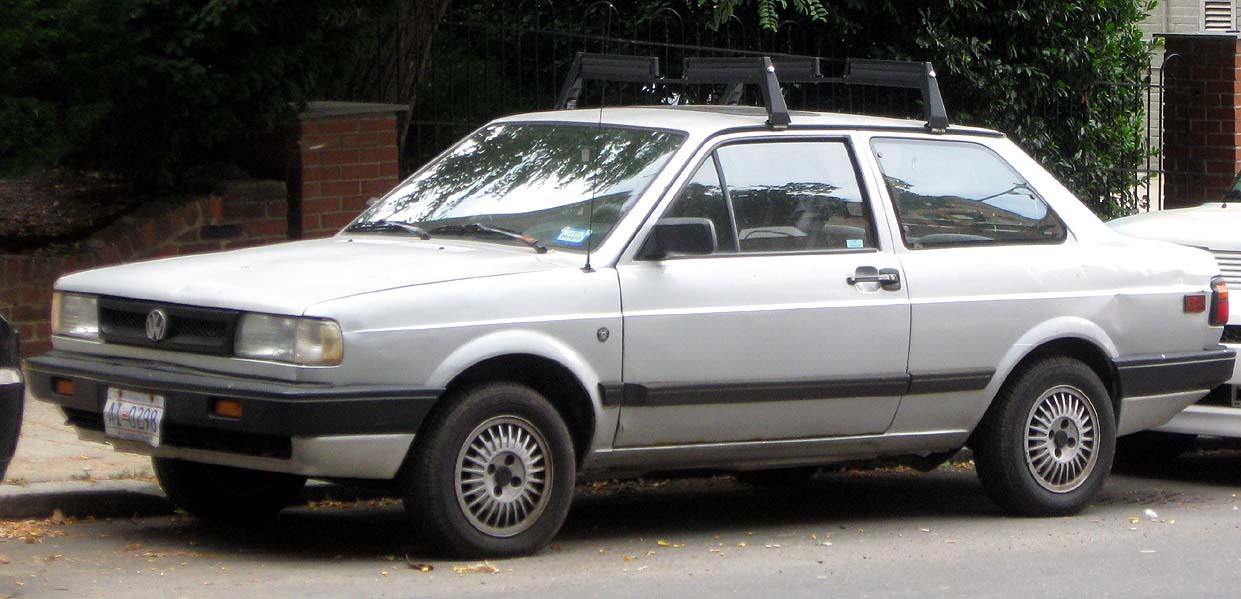
1991 után kétajtós Fox

A Volkswagen amerikai részlege, a Volkswagen Group of America 1987 és 1993 között Volkswagen Fox néven árulta a Brazíliából importált Golokat. Kezdésként két- és négyajtós szedán, valamint háromajtós kombi karosszériával lehetett megvásárolni a Foxot Észak-Amerikában. 1991-ben a kétajtós szedán és a kombi kikerült a kanadai kínálatból. Ugyanebben az évben a Fox a Gollal együtt kisebb modellfrissítésen esett át.
Minden észak-amerikai modellbe hosszában elhelyezett 1,8 literes motor került, mely 81 lóerős (60 kW) teljesítmény leadására volt képes 5500-as fordulatszámon és 126 Nm-es nyomatéka volt.
A korai, 1987 és 1989 közötti modellekbe Bosch CIS-E típusú Jetronic elektromechanikus injektor került és lambda szonda (oxigén szenzor) segítette az üzemanyag-ellátás szabályozását. Kanadában kapható volt egy egyszerűbb, lambda szonda nélküli, de szintén Bosch CIS injektorral szerelt változat is.  Az 1990 és 1993 közötti darabokba már elektromos Bosch Digifant injektor került.
A kocsit többféle felszereltségi csomagban is meg lehetett vásárolni, melyek felszereltségi szerinti emelkedő sorrendben a következők voltak: alap Fox, GL, GTS, GLS, GL Sport, Polo és Wolfsburg Edition. A feláras extrák között megtalálható volt a klíma, az ötsebességes kézi sebességváltó (az alapfelszereltségnek számító négysebességes helyett) és a metálfényezés. Automata sebességváltóval nem volt kapható a Fox. A GL felszereltségi csomaghoz az alapváltozattól eltérő kárpitozás, megerősített hátsó rendszámtábla-keret, tetőbe épített térképvilágítás, kesztyűtartó-világítás, csomagtér-világítás (kivéve a kombi verziónál), színre fújt lökhárító, dísztárcsa, utasoldali külső visszapillantó tükör, zárható tanksapka, hárompontos hátsó biztonsági övek és 175/70-13 méretű kerekek jártak.
Az 1991-es modellfrissítés során átalakult a hűtőrács, a fényszórók, irányjelzők, dísztárcsák, a kocsin lévő feliratok és logók, a vonószemek száma pedig négyről kettőre csökkent.

## Második generáció (1994–2013)
A fejlesztése során AB9-es projekt kódnéven emlegetett második generációs (G2) Gol 1994 szeptemberében debütált. Az autó továbbra is a BX alvázra épült, de nagyban különbözött elődjétől. Karosszériája komoly fiatalításon esett át és tengelytávja is hosszabb lett, mint a G1-esé. Dél-Amerikában a kocsi a "Gol Bolinha" (Kerek Gol vagy Buborék Gol) becenevet kapta, az előző generációra pedig ráragadt a Gol Quagrado (Szögletes Gol vagy Kocka Gol) név. Az új Golt a frissen megjelent Chevrolet Corsa vetélytársának szánta a Volkswagen do Brasil.
A Gol G2 a következő változatokban volt megvásárolható: 1000i, 1000i Plus, CL, GL, Furgão (dobozos kisáruszállító) és GTi. Utóbbit 1996-ig kizárólag nyolcszelepes motorral lehetett kapni, de ezután megjelent az új, erősebb tizenhatszelepes német változat. A kocsit 1,0, 1,6, 1,8 és 2,0 literes motorokkal szerelték. Az egyliterest a Ford készítette, az Autolatina nevű együttműködési megállapodás értelmében.

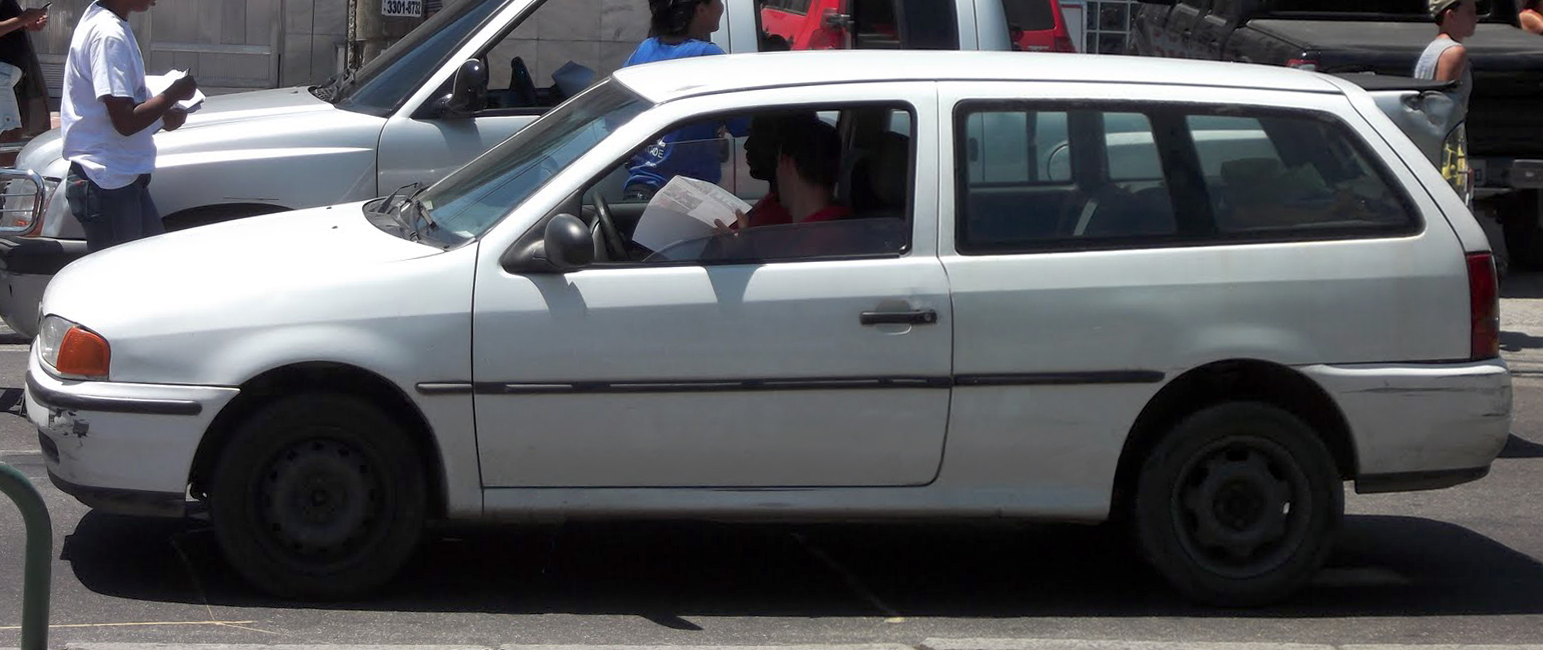
1994-es Volkswagen Parati (G2)

1996-ban a Volkswagen elkezdte gyártani saját, AT-1000-es kódú egyliteres motorját, mely a korábbi 1,6 literes erőforrás tervein alapult. Ennek köszönhetően a gyár 1997 januárjától jóval többet gyárthatott a legkisebb lökettérfogatú Golból, mint korábban, hiszen a Ford csak korlátozott darabszámban készített 1,0 literes motorokat a Volkswagen do Brasil számára, ráadásul eddigre már fel is bomlott az Autolatina egyezség. Az AT-1000-es motorból a nyolcszelepes mellett tizenhatszelepes verzió is volt. Előbbi 54 lóerős (40 kW) volt, míg a tizenhatszelepes verzió 76 lóerő (56 kW) leadására volt képes. 1998-ban megjelent egy 1,9 literes dízelmotor is a Golhoz, de ez csak az exportra szánt autókba kerülhetett, mivel a brazil szabályozások nem teszik lehetővé a dízelmotorok használatát személyautókban.
A G2-es Gol hamar hírhedtté vált kisebb-nagyobb tervezési, esztétikai és egyéb kivitelezési hibáiról. A karosszériaelemek rossz illesztése a gyakori hibák közé tartozott, amit a gyártósori robotokkal kapcsolatos problémák okoztak, de sok panasz érkezett a gyenge minőségű műanyag alkatrészek miatt is. Emellett a vezetőülés nem jó szögben volt beszerelve a kormánykerékhez és a pedálokhoz képest, ami kényelmetlen vezetési pozíciót eredményezett. A vásárlók annak a döntésnek sem örültek túlzottan, hogy a gyár eleinte csak háromajtós változatokat készített a ferde hátú és a kombi verzióból. Mindezeknek köszönhetően 1997 végére a Fiat eladások tekintetében átvette az első helyet a Volkswagentől a brazil piacon, de a gyár gyorsan reagált és bevezette az ötajtós ferde hátút és kombit, amivel az 1998-as év elejére visszavette helyét az élen. A háromajtós változatok nem estek át az 1999-es G3-as modellfrissítésen.

### G3-as és G4-es modellfrissítés

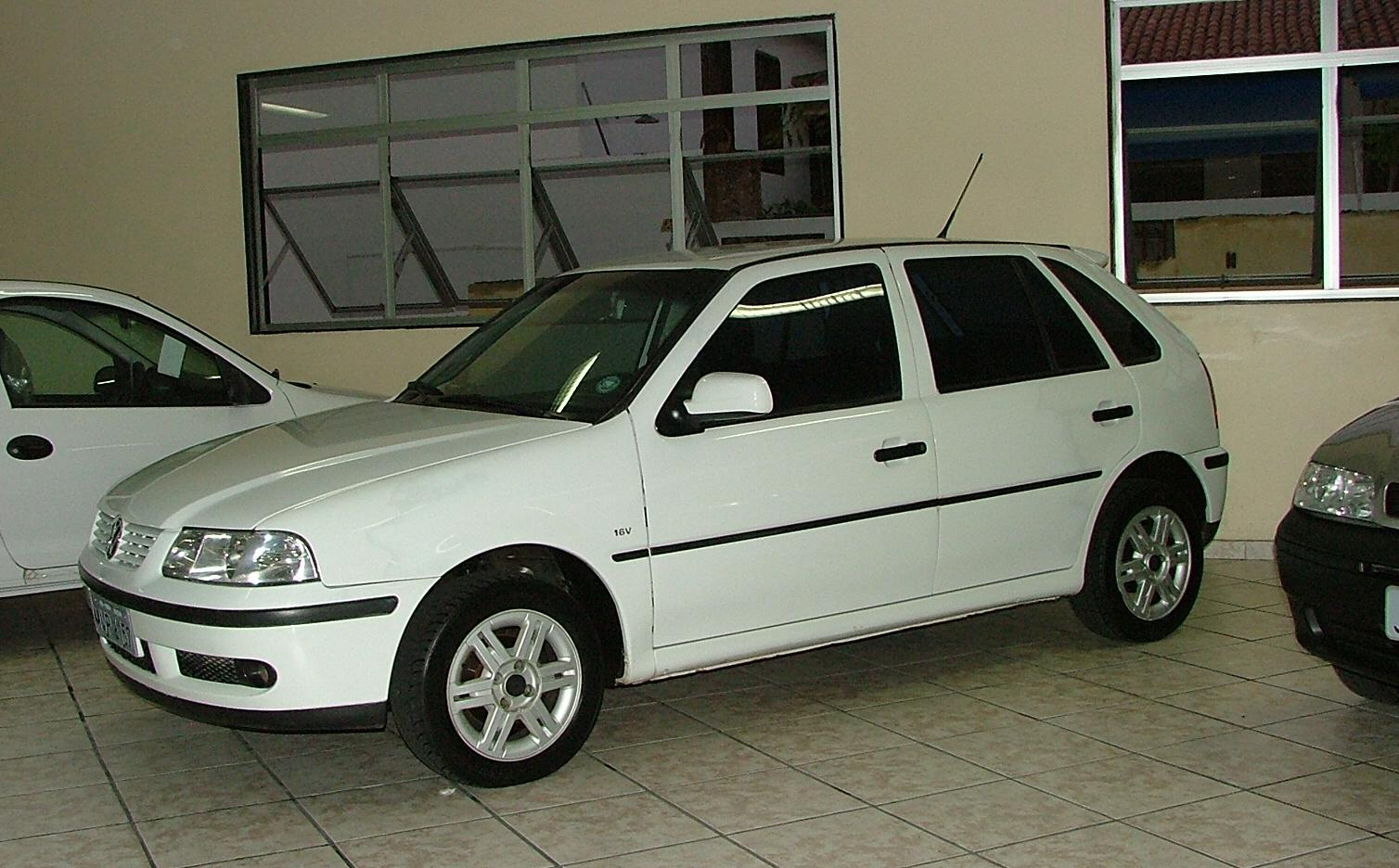
1999-es VW Gol G3

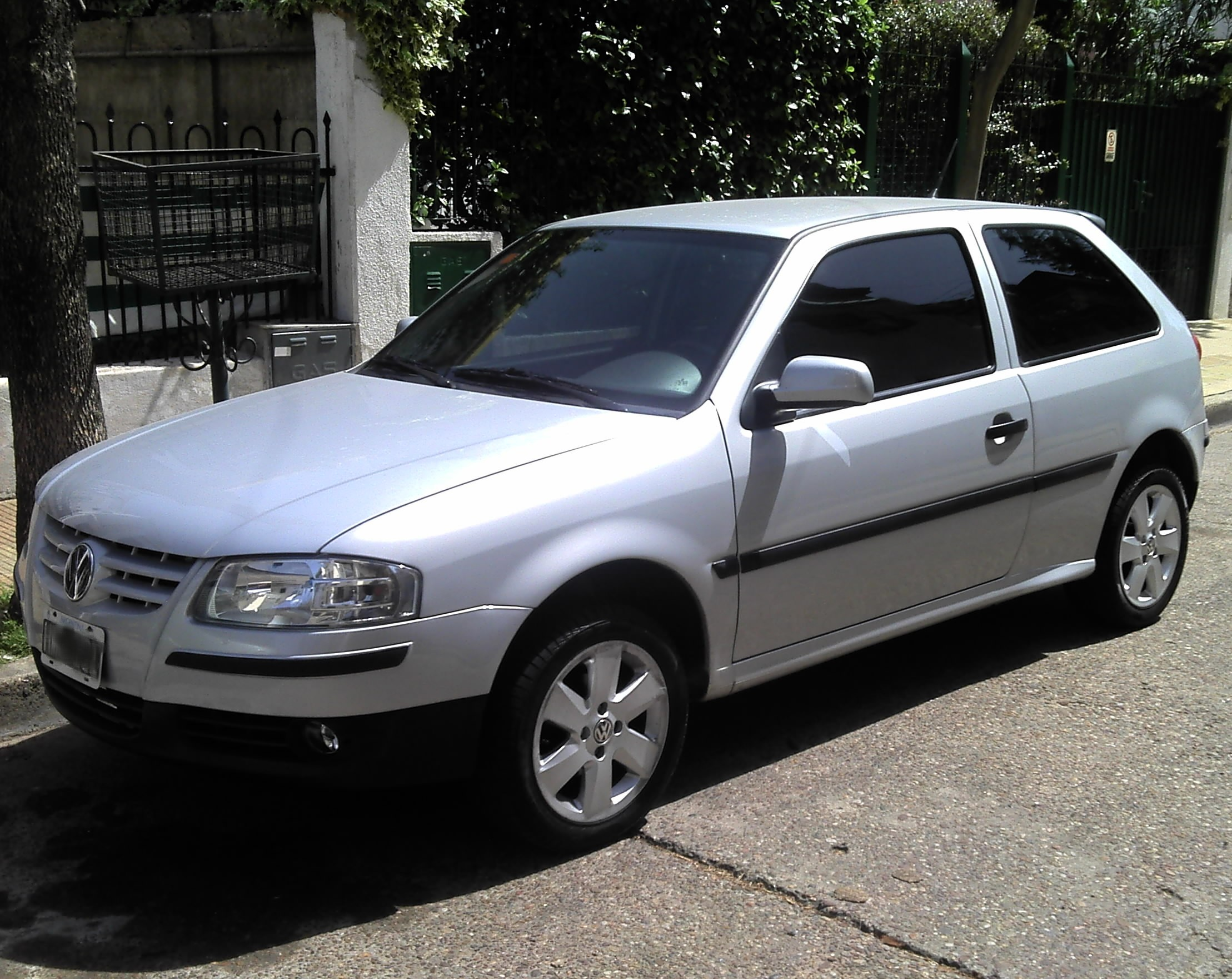
2005-ös VW Gol G4

A második generációs Gol két komoly modellfrissítésen esett át, melyek esztétikai és technikai változásokat is eredményeztek.
Az első komoly fejlesztés 1999-ben következett be és ennek eredményeként jött létre a G3-as Gol. A kocsi eleje átalakult, hogy megjelenése jobban beleilljen a Volkswagen autóinak akkori dizájnjába. A G3-as Gol eleje az Európában is kapható modellek közül leginkább a Borára emlékeztetett. A megújult autóhoz extraként rendelhető volt légszák és ABS is. A háromajtós kombi gyártása befejeződött és a háromajtós ferde hátú sem esett át a G3-as modellfrissítésen, de az 1,0 literes motorral szerelt háromajtós G2-es Gol továbbra is a piacon maradt, Gol Special néven, mint a kínálat legalacsonyabb felszereltségű, legolcsóbb tagja. A Dél-amerikai Közös Piac (Mercosur) válsága miatt a Volkswagen do Brasil kénytelen volt lecsökkenteni a Gol különböző változatainak számát. A 2,0 literes, 16 szelepes változat gyártása befejeződött, míg az 1,8 literes verzió kikerült néhány ország piacáról. Az argentin gyártás 2003-ban megszűnt. A kínálat alsó fele azonban 2000-ben kibővült egy 1,0 literes, 16 szelepes turbófeltöltős, 100 lóerős motorral.
A következő komoly modellfrissítésre 2005-ben került sor. A G4-es Gol több dizájneleme is a Volkswagen do Brasil által gyártott Volkswagen Foxtól származott (ez nem azonos a Gol észak-amerikai változatával, melyet az amerikai és kanadai piacokon Foxnak hívtak), így például a V alakú hűtőrács. Az autó bemutatásakor több szakértő és szakújságíró is negatív megjegyzéseket tett a beltér elavultságára. A harmadik generációs Gol (G5) 2009-ben jelent meg, de mivel abból nem készült Parati (kombi) változat, a G4-es kombi gyártása egészen 2013 elejéig folytatódott.

### Gol Total Flex
A Gol Total Flex egy 2003-ban bemutatott rugalmas üzemanyag-felhasználású autó (FFV). Brazíliában ez volt az első ilyen jármű.

### Pointer (Mexikó)
A Gol G2-t 1998 tavaszán mutatták be Mexikóban, Volkswagen Pointer néven. Korábban Latin-Amerikában már volt egy ugyanilyen nevű modell, mely nagyban a Ford Escort negyedik generációján alapult. A frissen bemutatott autó eleinte csak háromajtós ferde hátú változatban, 1,8 literes, 98 lóerős motorral és ötsebességes kézi sebességváltóval volt kapható. Mindössze két választható extra volt hozzá: légkondicionáló és szervokormány. 1999-ben a Brazíliában Paratinak hívott ötajtós kombi is elérhetővé vált, Pointer Station Wagon néven és megjelent a pick-up is, mely a Pointer Pick-Up nevet kapta az eredeti Saveiro helyett. Három különböző felszereltségi csomagban volt kapható a Pointer: a Base volt az alapmodell, a Comforthoz járt klíma és szervokormány, míg a legjobban felszerelt Luxe változathoz ezeken felül elektromos ablakok, központi zár és 14 colos könnyűfém kerekek jártak. 2000-ben a Gol GTi mintájára Mexikóban is bemutatásra került a Pointer GTi. Ez egy háromajtós ferde hátú volt, kétliteres, 122 lóerős motorral. Alapfelszereltségként kazettás rádió, könnyűfém felni, négy tárcsafék és hátsó sportülés járt hozzá. 2002-ben az alapváltozat neve Pointer City lett, a Comfortot Trendline-nak, a Luxe-ot pedig Comfortline-nak hívták a továbbiakban. 2005-ben a Pointer Station Wagon és a Pointer GTi forgalmazása befejeződött.
A Pointer 2007-ben esett át a Gol G4-es modellfrissítésén, ami után a kínálatban szereplő felszereltségi csomagok és azok nevei ismét megváltoztak. A Base nevű alapcsomagba légkondicionáló, szervokormány és hátsó ablaktörlő tartozott. A középső Trendline csomag ezeken felül tartalmazott CD-s rádiót, 15 colos könnyűfém kerekeket és ködfényszórókat. Emellett volt még egy GT változat, mely kizárólag ötajtós ferde hátúként volt megvásárolható. Ennek felszereltsége ugyanaz volt, mint a Trendline Plusé, melyhez az előbb felsoroltak mellett hátsó fejtámlák, egyedi hatküllős, 15 colos felnik és fekete keretes fényszórók, hátsó légterelő szárny és sportülések jártak. A Pointert 2008 decemberében felváltotta a Gol G5, melyet Brazíliában 2008 júliusában kezdtek el gyártani.

### A Gol a világ többi részén
A Kerman Khodro autógyárral kötött megállapodás értelmében a Gol második generációját 2003 óta Iránban is gyártják. A Gol G3 összeszerelése 2003 februárjában Kínában, a Shanghai Volkswagennél is megkezdődött, de ott azóta már be is fejeződött. Szintén a G3-ast 2005-ben bemutatták az orosz piacon, Pointer néven, de a csekély érdeklődésre való tekintettel hamar megszüntették az árusítását. Egyiptomban szintén Pointer néven volt kapható a Gol.

## Harmadik generáció (2008–)
A Gol harmadik generációja (G5) 2008. június 29-én került bemutatásra Brazíliában, mint 2009-es modell. Bemutatása előtt a különböző sajtóanyagokban és egyéb platformokon gyakran nevezték Gol NF-nek, az NF a Nachfolger vagy a Neue Familie rövidítése volt, mely németül "utódot" vagy "új családot" jelent. Megjelenésekor azonban már Novo Golnak (új Gol) hívták. Az autót népszerűsítő reklámfilmek Kaliforniában készültek és Sylvester Stallone, valamint Gisele Bündchen is szerepelt bennük. Az új Gol már nem a BX, hanem a PQ24 jelű alvázra épül, a Foxhoz és a Polóhoz hasonlóan, illetve néhány elemet átvett a PQ25-ös alvázból is. Ez az első Gol, melyhez automata sebességváltó is rendelhető.
Brazíliában elsőként kizárólag ötajtós ferde hátúként lehetett megvásárolni a Golt, 1,0 vagy 1,6 literes rugalmas üzemanyag-meghajtású motorral. A Volkswagen VHT (Volkswagen High Torque) technológiája a harmadik generációs Golon mutatkozott be. Ez lehetővé teszi, hogy a rugalmas üzemanyag-meghajtású motor alacsonyabb fordulatszámon nagyobb nyomatékot adjon le etanolt használva.

### Voyage G5

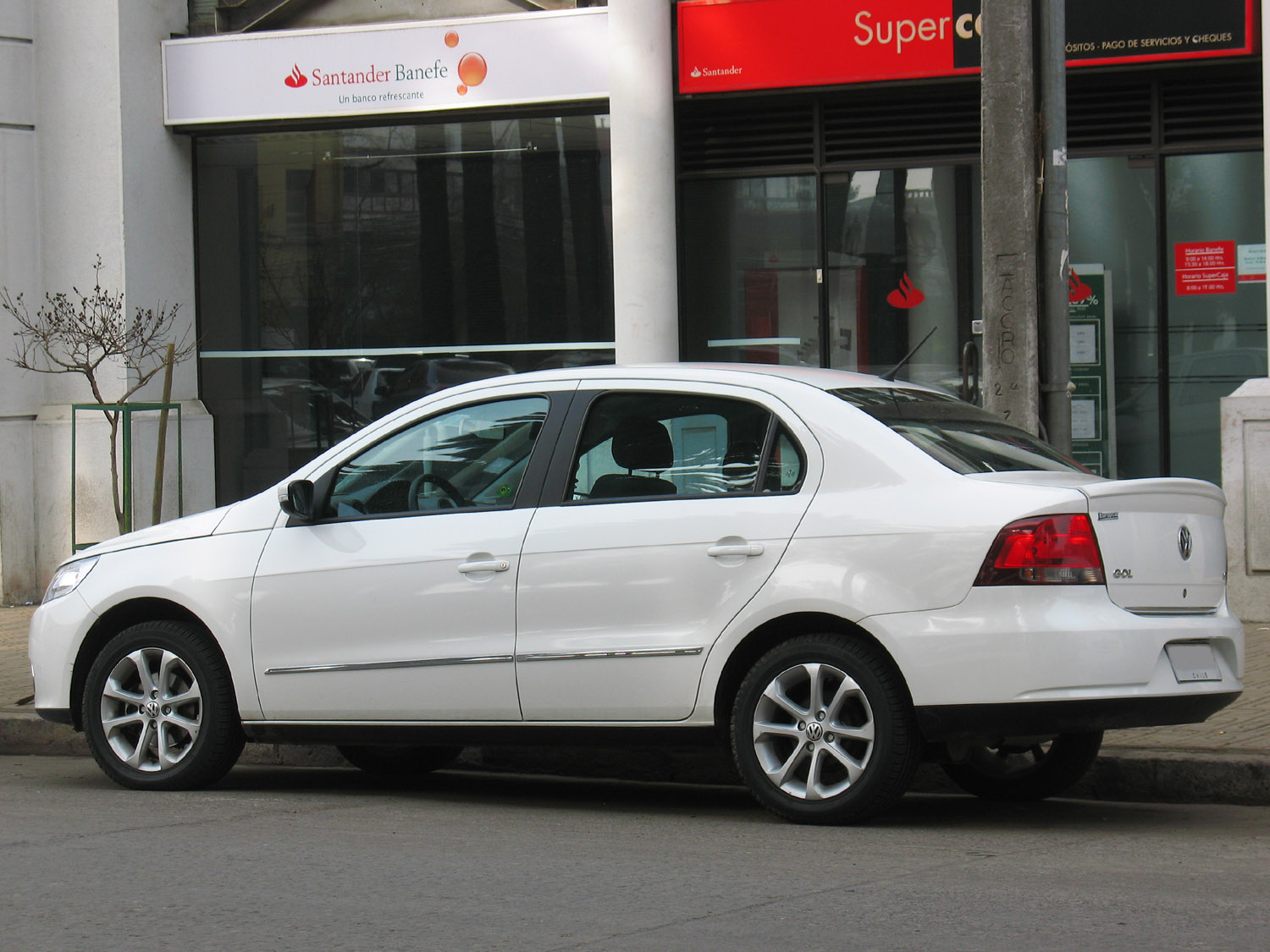
Volkswagen Voyage G5

2008 szeptemberében debütált a Voyage G5, az új Gol szedán verziója. A Golból 1995 óta nem készült szedán Brazíliában. A kocsi ugyanazt az 1,0 és 1,6 literes VHT motort kapta, mint a ferde hátú változat. A Voyage négyféle verzióban érhető el: 1.0, 1.6, 1.6 Trend és 1.6 Comfortline. Mindegyikhez alapáron jár ABS, dupla légzsák előre és műszerfalról vagy kulcsról vezérelhető csomagtartónyitás.

### Saveiro G5
A Volkswagen do Brasil 2009 augusztusában bemutatta a Gol G5-ön alapuló új pick-upjának, a Saveirónak az új generációját. Az új Saveiro hagyományos és hosszított utastérrel is rendelhető, mindkét változat tengelytávja egyaránt 152 mm-rel nagyobb a golnál és a Voyage-nál. A kocsi kizárólag Golból és a Voyage-ból ismert 1,6 literes VHT motorral kapható. A hagyományos változat terhelhetősége 715 kg, míg a hosszított kabinosé 700 kg.
Az alapáras verzióhoz festetlen, fekete lökhárítók járnak, 14 colos acélfelnikkel. A Trend felszereltségi szinthez ugyanekkora könnyűfém kerekek járnak, színre fújt lökhárítókkal, kilincsekkel és tükrökkel. A kínálat csúcsán a Saveiro Trooper helyezkedik el, melyhez feketére fújt 15 colos acélfelnik járnak.

### Motorok
- 1,0 literes VHT, 72 lóerő (76 lóerő etanollal), 95 Nm-es nyomaték (104 Nm etanollal) 3850-es fordulatszámon
- 1,6 literes VHT, 101 lóerő (104 lóerő etanollal), 154 Nm-es nyomaték (156 Nm etanollal) 2500-as fordulatszámon
- 1,6 literes MSI, 110 lóerő (120 lóerő etanollal), 158 Nm-es nyomaték (168 Nm etanollal) 3000-es fordulatszámon

## Biztonság
A Latin NCAP a Gol harmadik generációjának légzsák nélküli és első dupla légzsákkal felszerelt változatán is végzett töréstesztet. A légzsák nélküli változat nagyon gyengén szerepelt, a felnőtt utasok védelmére mindössze egy csillagot kapott, míg a gyermekekére kettőt. A légzsákos változat jobban szerepelt, az már három csillagot kapott felnőttvédelemre (a gyermekekére változatlanul kettőt), de az eddig eladott példányok többsége légzsák nélküli. Eddig a légzsák gyakori hiányosság volt a kiskategóriás brazil autók között, de ez változni fog, mivel egy 2014-ben bevezetett törvénymódosítás szerint mostantól minden új autóban kell lennie legalább két légzsáknak elöl.

## Galéria

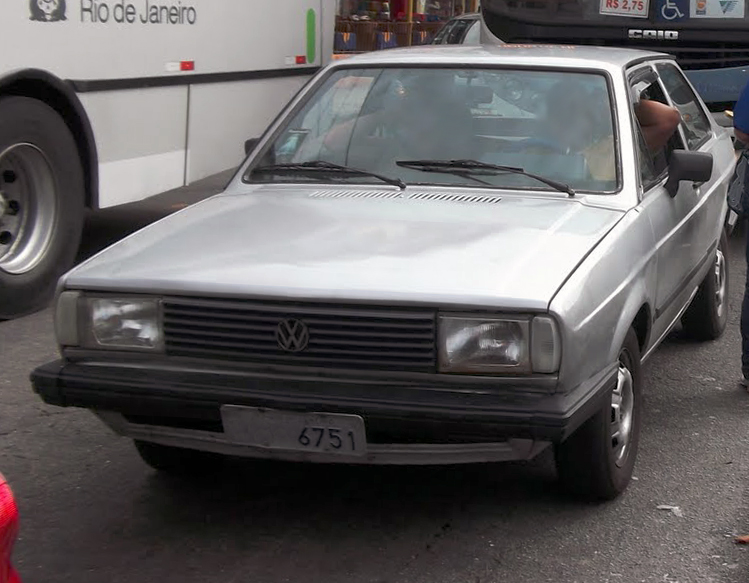
Első generációs Voyage (1984–1987)
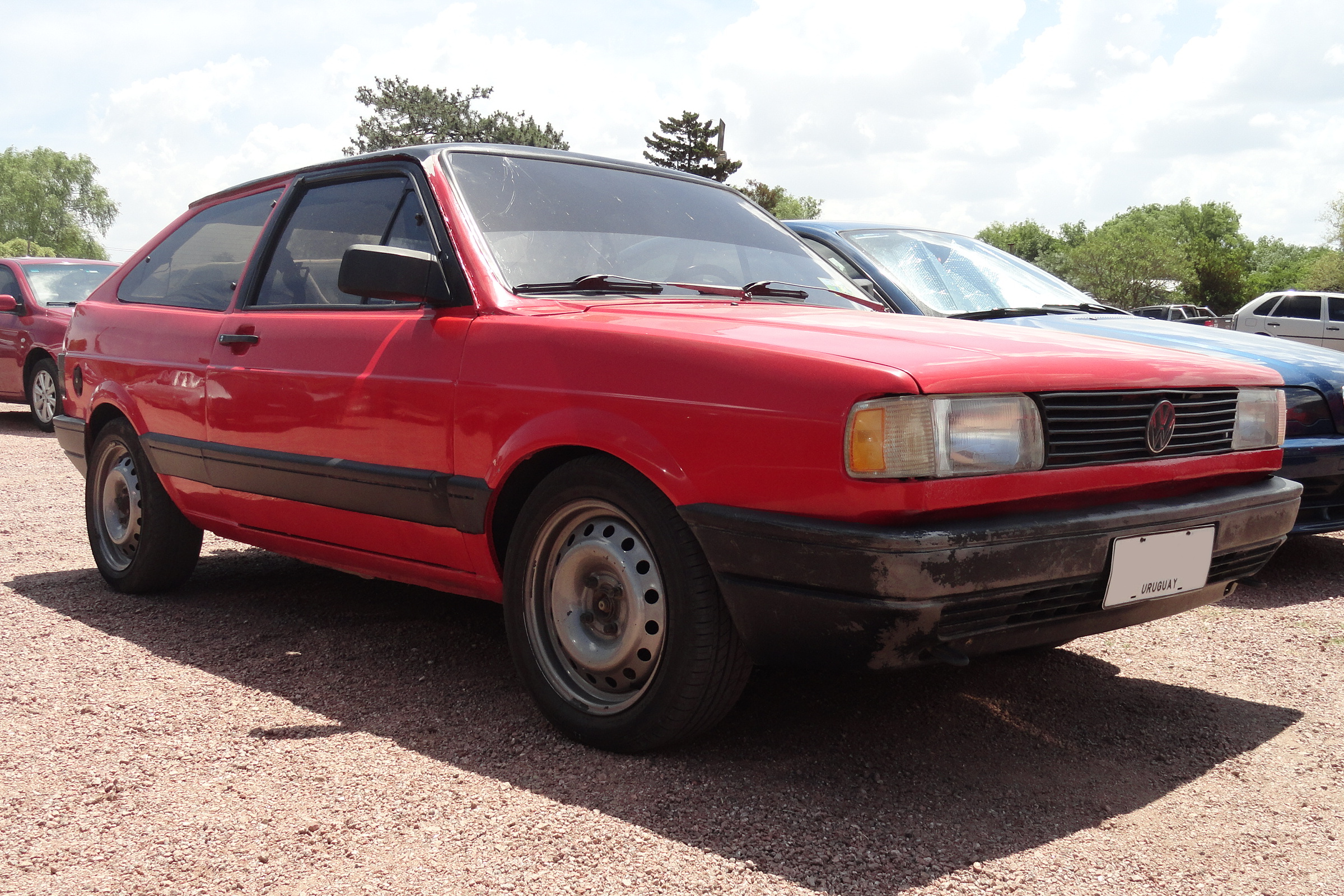
Első generációs Gol, a második modellfrissítés után (1991–1996)
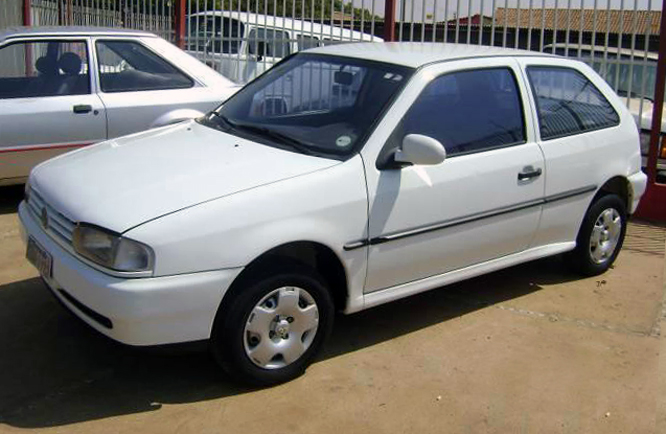
Második generációs Gol (1994–2005)
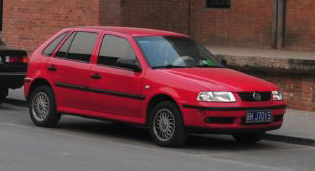
Kínai Gol (2003–2008)
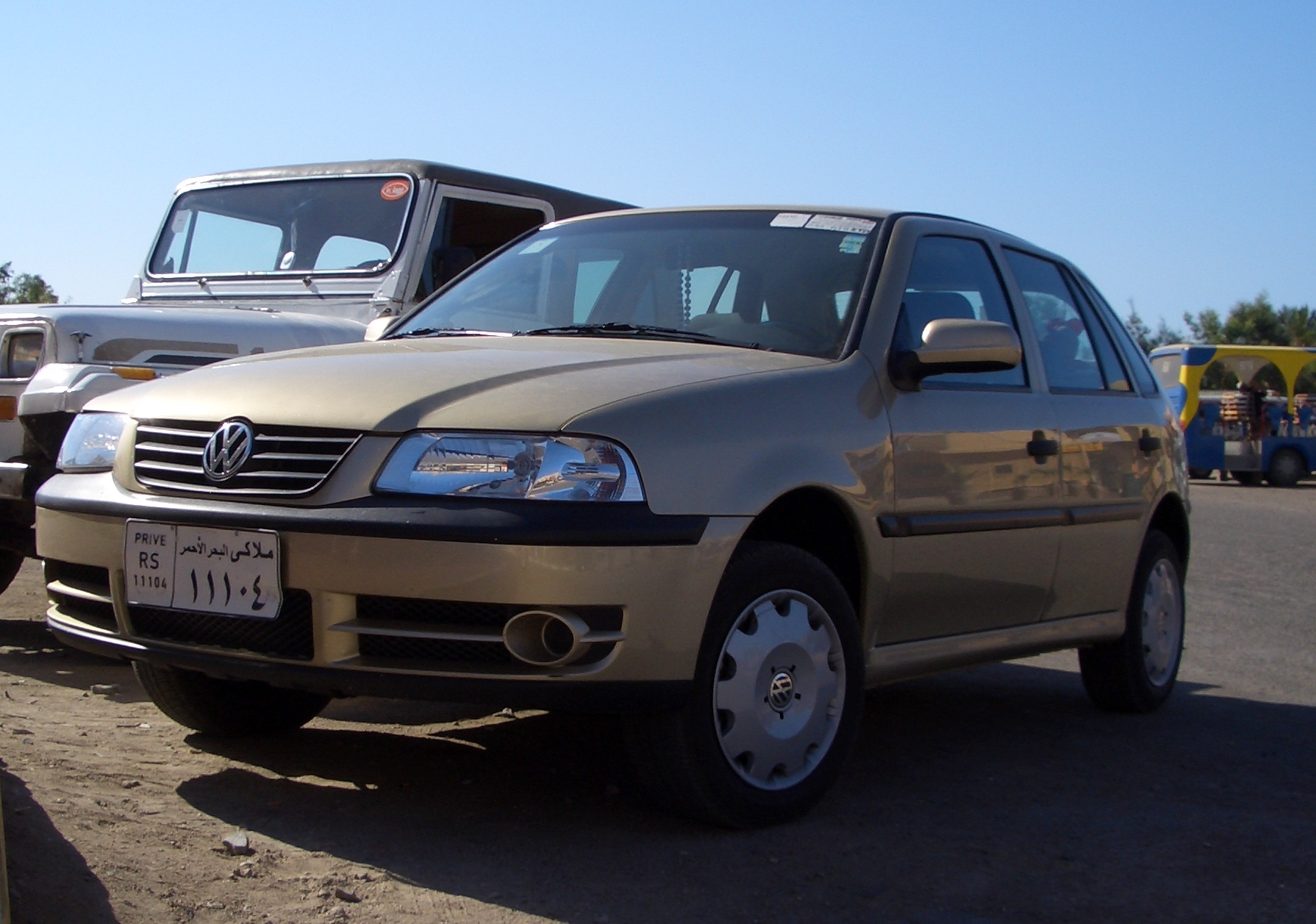
Második generációs Gol G3, (1999–2005)
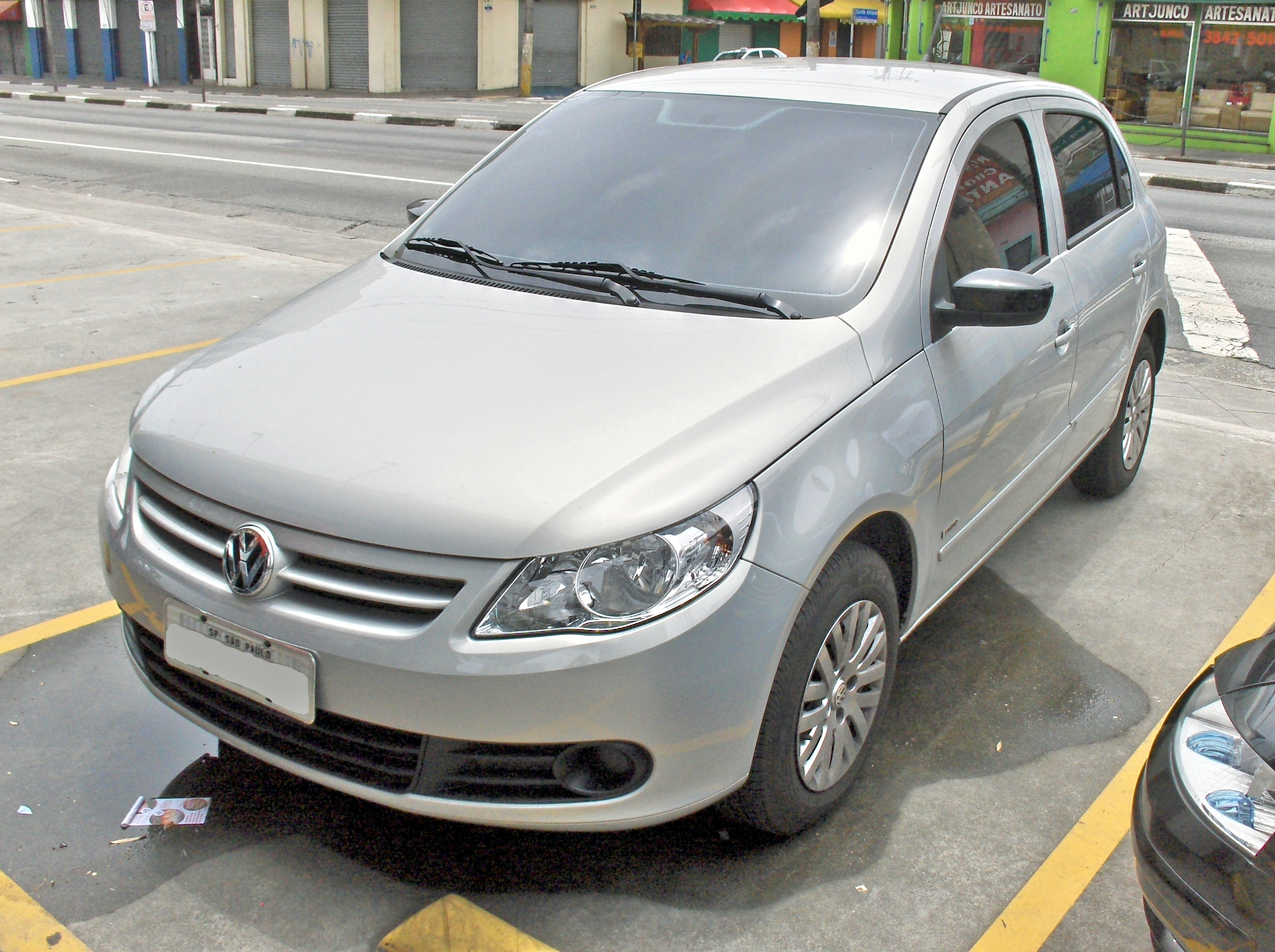
Harmadik generációs Gol elölről (2008–)
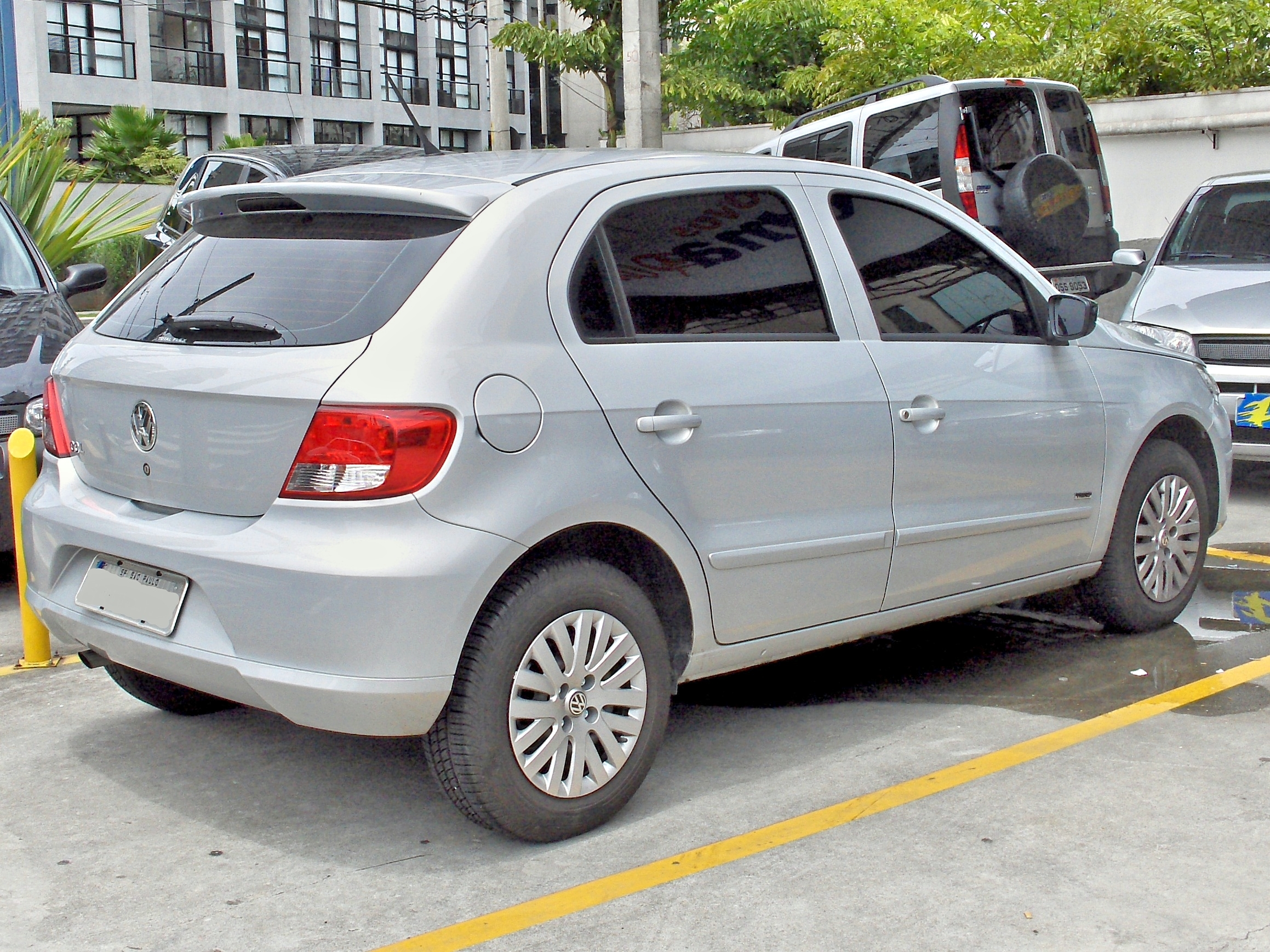
Harmadik generációs Gol hátulról (2008–)
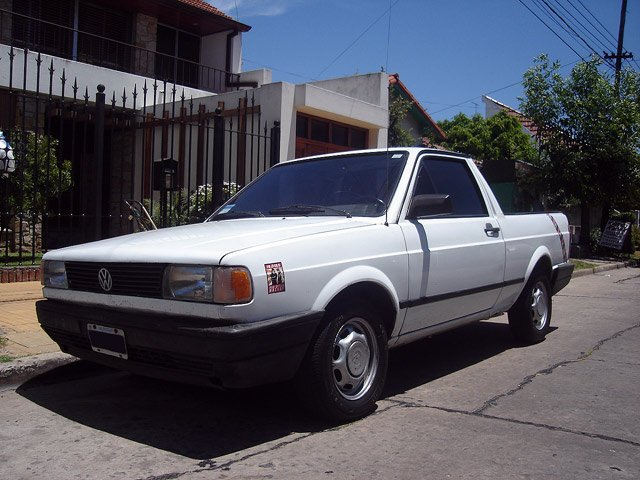
Első generációs Saveiro, a második modellfrissítés után (1993–1995)
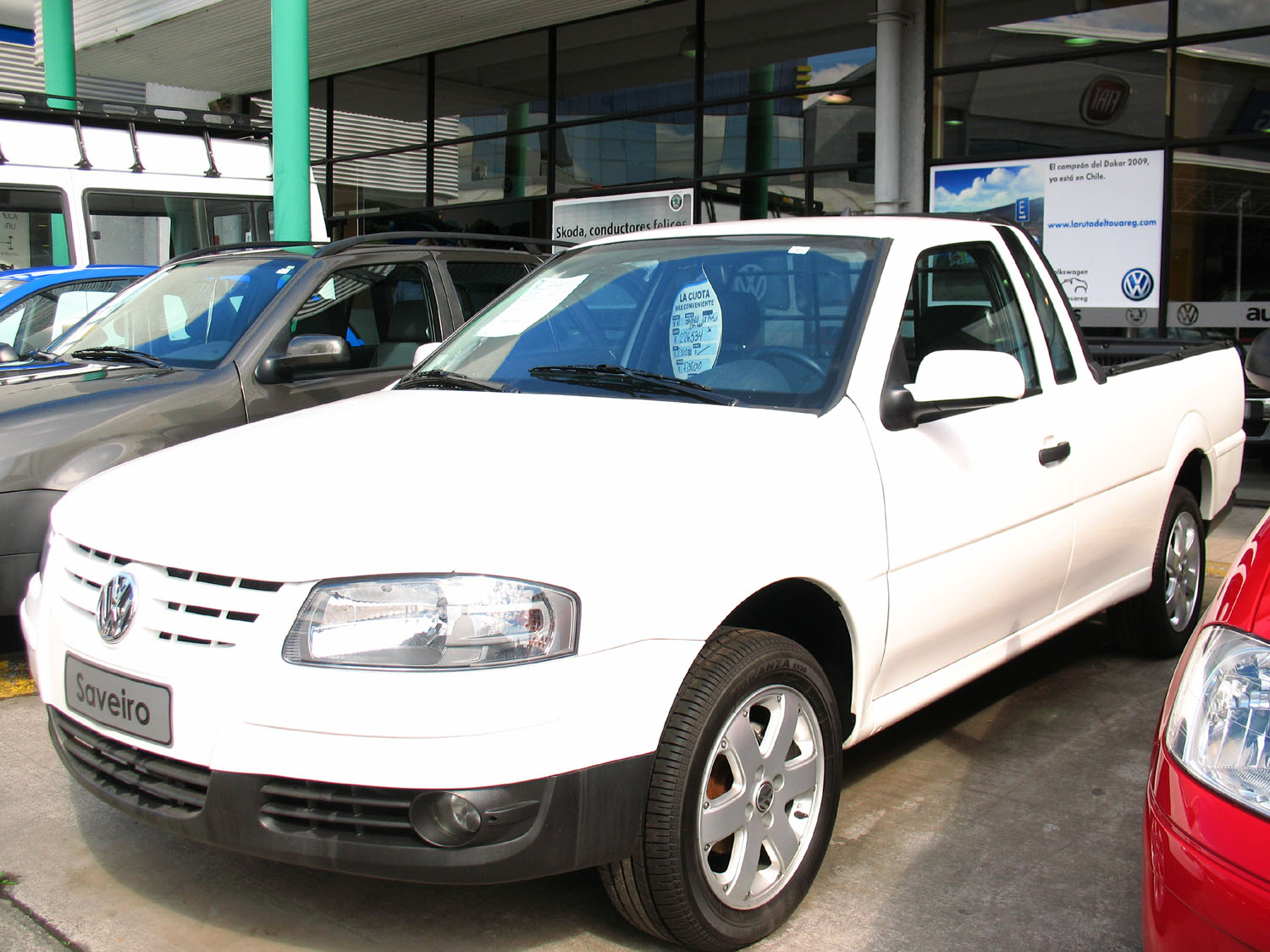
Második generációs Saveiro (2005–2009)
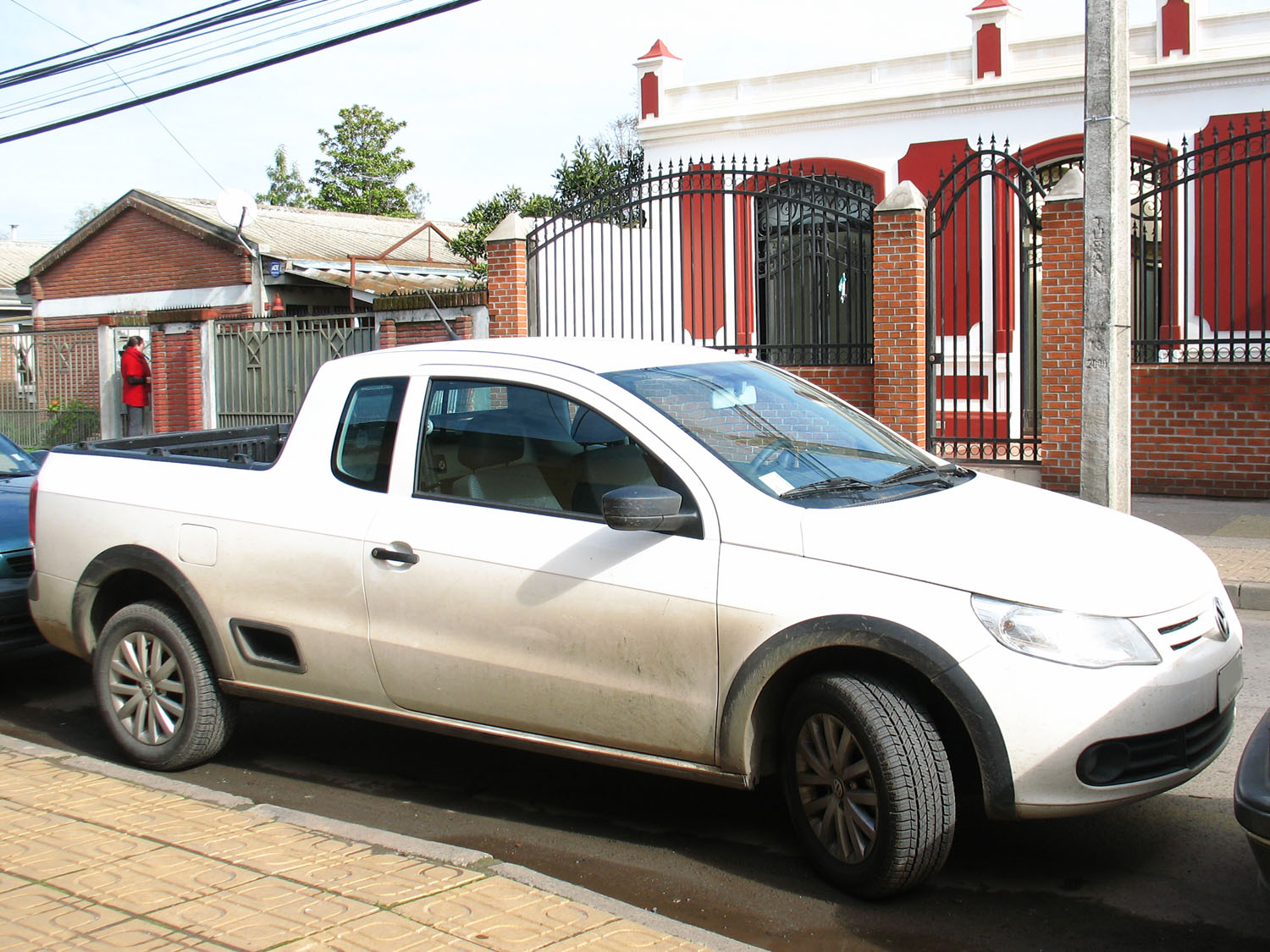
Harmadik generációs Saveiro (2010)

## Külső hivatkozások
- A Volkswagen do Brasil hivatalos honlapja